# Benglenisky
Benglenisky (iriska: Binn Glean Uisce) är ett berg i republiken Irland.   Det ligger i grevskapet County Galway och provinsen Connacht, i den västra delen av landet, 240 km väster om huvudstaden Dublin. Toppen på Benglenisky är 516 meter över havet.
Terrängen runt Benglenisky är kuperad åt nordost, men åt sydväst är den platt.Runt Benglenisky är det mycket glesbefolkat, med 2 invånare per kvadratkilometer. Närmaste större samhälle är Clifden, 10,7 km väster om Benglenisky. Trakten runt Benglenisky består i huvudsak av gräsmarker.